# Marina Sirtis
Marina Sirtis (Londra, 29 marzo 1955) è un'attrice e doppiatrice britannica naturalizzata statunitense, nota per il ruolo del consigliere Deanna Troi nel franchise di fantascienza Star Trek, principalmente nelle serie Star Trek: The Next Generation, nei film da questa derivati e nella serie Star Trek: Picard, oltre che episodicamente in altre serie e videogiochi del franchise.

## Biografia

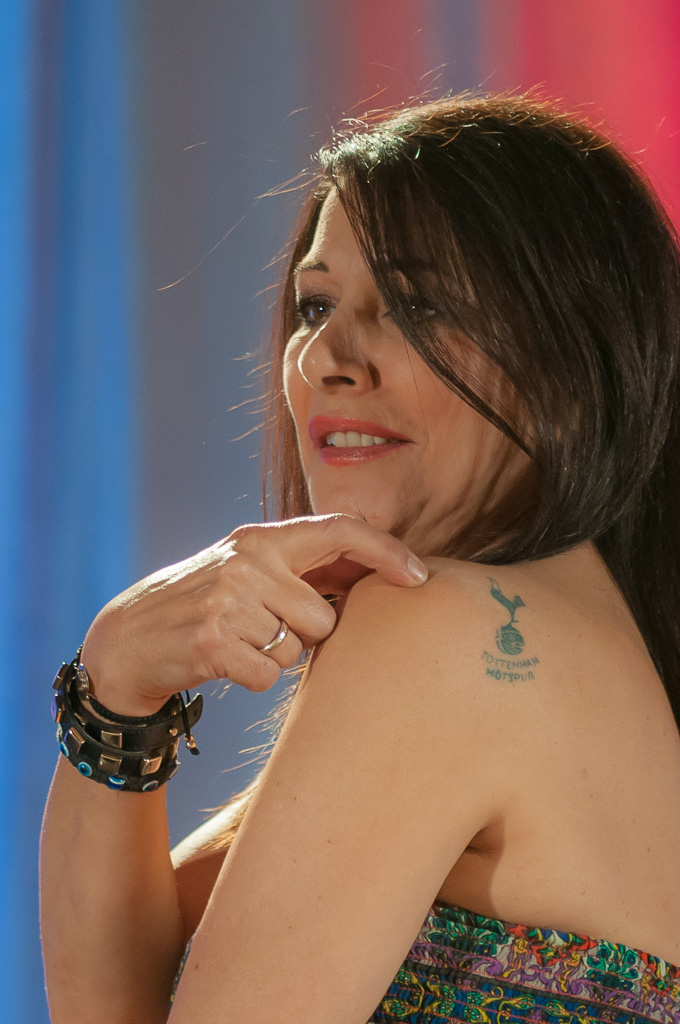
Marina Sirtis nel 2012

Nata a Hackney da genitori di origine greca, Marina Sirtis fa il suo esordio cinematografico nel film con Faye Dunaway L'avventuriera perversa. Interpreta un piccolo ruolo nell'episodio I sei Napoleoni della serie televisiva Le avventure di Sherlock Holmes, con Jeremy Brett nel ruolo del detective.
Nel 1987 entra a far parte del cast fisso della serie televisiva Star Trek: The Next Generation, nella parte della Betazoide Deanna Troi. Inizialmente la Sirtis avrebbe dovuto interpretare la parte di Macha Hernandez, il capo della sicurezza dell'Enterprise D, ruolo andato poi a Denise Crosby, che a sua volta avrebbe invece dovuto interpretare Deanna Troi. Gene Roddenberry decise però di invertire i ruoli, e Macha Hernandez divenne Tasha Yar. La Sirtis ricorda che il giorno che ricevette la chiamata per interpretare il ruolo di Deanna Troi stava facendo le valigie per tornare nel Regno Unito, dato che il suo permesso di soggiorno negli Stati Uniti era scaduto.
Nel 1988 partecipa come ospite ad un episodio della serie per la CBS Un detective in corsia (Diagnosis: Murder). Nel 1997 ha interpretato il ruolo di suor Margaret in Pianeta Terra - Cronaca di un'invasione (Earth: Final Conflict). Nel 1999 appare nel 10º episodio Pathfinder della sesta stagione di Star Trek: Voyager, sempre nel ruolo di Deanna Troi. Nel 1996 doppia inoltre il personaggio di Dèmona in Gargoyles - Il risveglio degli eroi. 
Nel 2000 appare in Stargate SG-1 nel ruolo della dottoressa russa Svetlana Markov e nel 2001 partecipa come ospite ad un episodio della serie televisiva della BBC Casualty. Nel 2004 prende parte al film Crash - Contatto fisico, vincitore di numerosi premi Oscar. Nel 2005 appare nell'episodio conclusivo di Star Trek: Enterprise, ancora nel ruolo del consigliere Deanna Troi. Nel 2007 doppia il personaggio della Matriarca Benezia per il gioco di ruolo Mass Effect per Xbox 360, convertito poi nel 2008 anche per PC. Nel 2009 interpreta la parte di Gretchen in The Grudge 3.
Nel 2019 presta la propria voce per il videogioco Elite: Dangerous, interpretando Carina, uno dei computer di bordo COVAS (Cockpit Voice Assistant), acquistabili sullo store della Frontier Developments. Nel 2020 riprende i panni di Deanna Troi in alcuni episodi della serie televisiva Star Trek: Picard e ancora nello stesso anno presta la voce al suo personaggio dell'universo di Star Trek nel decimo e ultimo episodio della prima stagione della serie animata Star Trek: Lower Decks.

## Vita privata
Il 21 giugno 1992 l'attrice ha sposato Michael Lamper, divenendo così cittadina statunitense e trasferendosi col marito a Los Angeles. È rimasta vedova del marito, deceduto il 7 dicembre 2019, all'età di 61 anni. La Sirtis ha continuato a vivere da sola con il loro cane a Los Angeles fino al marzo del 2020, quando ha annunciato di fare ritorno nel Regno Unito.

## Filmografia parziale

### Attrice

#### Cinema
- L'avventuriera perversa (The Wicked Lady), regia di Michael Winner (1983)
- Blind Date, regia di Nico Mastorakis (1984)
- Space Riders, regia di Joe Massot (1984)
- Il giustiziere della notte 3 (Death Wish 3), regia di Michael Winner (1985)
- Waxwork 2 - Bentornati al museo delle cere (Waxwork II: Lost in Time), regia di Anthony Hickox (1992)
- Generazioni (Star Trek: Generations), regia di David Carson (1994)
- Primo contatto (Star Trek: First Contact), regia di Jonathan Frakes (1996)
- Star Trek - L'insurrezione (Star Trek: Insurrection), regia di Jonathan Frakes (1998)
- Paradise Lost, regia di Herb Freed (1999)
- Terminal Error, regia di John Murlowski (2002)
- Star Trek - La nemesi (Star Trek: Nemesis), regia di Stuart Baird (2002)
- Net Games, regia di Andrew Van Slee (2003)
- Spectres, regia di Phil Leirness (2004)
- Crash - Contatto fisico (Crash), regia di Paul Haggis (2004)
- Trade Routes, regia di James X. Loftus (2007)
- The Deep Below, regia di Rod Slane (2007)
- Game of Life, regia di Joseph Merhi (2007)
- Lesser of Three Evils, regia di Wayne Kennedy (2007)
- InAlienable, regia di Robert Dyke (2007)
- The Grudge 3, regia di Toby Wilkins (2009)
- 31 North 62 East, regia di Tristan Loraine (2009)
- Otis E., regia di Jeff Daniel Phillips (2009)
- Speed Demons, regia di Dan Garcia (2012)
- Vampire Riderz, regia di Cardinal Lamberto (2013)
- A Dark Reflection, regia di Tristan Loraine (2015)
- Little Dead Rotting Hood, regia di Jared Cohn (2016)
- 5th Passenger, regia di Scotty Baker (2017)
- The Assassin's Apprentice, regia di Russ Emanuel – cortometraggio (2018)
- For the Love of George, regia di Maria Burton (2018)
- Crossing, regia di Arthur Ian (2019)
- Riley Parra: Better Angels, regia di Christin Baker (2019)
- Max Winslow and the House of Secrets, regia di Sean Olson (2019)
- The Debt Collector 2, regia di Jesse V. Johnson (2020)
- Unbelievable!!!!!, regia di Steven L. Fawcette (2020)

#### Televisione
- Raffles, ladro gentiluomo (Raffles) – serie TV, episodio 1x06 (1977)
- Who Pays the Ferryman? – miniserie TV (1977)
- Hazell – serie TV, episodio 1x07 (1978)
- Il ladro di Bagdad (The Thief of Baghdad), regia di Clive Donner – film TV (1978)
- Minder – serie TV, episodio 1x06 (1979)
- Kelly Monteith – serie TV, episodi 4x05-4x06 (1982)
- Up the Elephant and Round the Castle – serie TV, episodio 3x07 (1985)
- Le avventure di Sherlock Holmes (The Return of Sherlock Holmes) – serie TV, episodio 2x07 (1986)
- Call Me Mister – serie TV, episodio 1x10 (1986)
- Room at the Bottom – serie TV, episodio 1x04 (1986)
- Hunter – serie TV, episodio 3x12 (1987)
- Gli occhi dei gatti (C.A.T.S. Eyes) – serie TV, episodio 3x04 (1987)
- Screen One – serie TV, episodio 2x06 (1990)
- The Fifth Corner – serie TV, episodio 1x05 (1992)
- Star Trek: The Next Generation – serie TV, 176 episodi (1987-1994) - Deanna Troi
- Heaven Help Us – serie TV, episodio 1x12 (1994)
- Gadgetman, regia di Jim Goddard – film TV (1996)
- Un detective in corsia (Diagnosis Murder) – serie TV, episodio 5x20 (1998)
- Oltre i limiti (The Outer Limits) – serie TV, episodio 5x04 (1999)
- Pianeta Terra - Cronaca di un'invasione (Earth: Final Conflict) – serie TV, episodio 3x10 (1999)
- Stargate SG-1 – serie TV, episodio 4x07 (2000)
- Star Trek: Voyager – serie TV, episodi 6x10-6x24-7x06 (1999-2000) - Deanna Troi
- Casualty – serie TV, episodio 15x23 (2001)
- Through the Fire, regia di Michael Dorn – film TV (2002)
- Codice Matrix (Threat Matrix) – serie TV, episodio 1x03 (2003)
- Star Trek: Enterprise – serie TV, episodio 4x22 (2005) - Deanna Troi
- The Closer – serie TV, episodio 1x11 (2005)
- Girlfriends – serie TV, episodi 6x19-6x21-6x22 (2006)
- Senza traccia (Without a Trace) – serie TV, episodio 5x11 (2006)
- Grendel, regia di Nick Lyon – film TV (2007)
- Holby City – serie TV, episodio 10x28 (2008)
- Green Street Hooligans 2, regia di Jesse V. Johnson – film TV (2009)
- Three Rivers – serie TV, episodio 1x01 (2009)
- Armageddon - Incubo finale (Annihilation Earth), regia di Nick Lyon – film TV (2009)
- Make It or Break It - Giovani campionesse (Make It or Break It) – serie TV, episodi 1x16-1x17 (2010)
- Grey's Anatomy – serie TV, episodio 7x17 (2011)
- Castlevania: Hymn of Blood – serie TV, episodio 1x01 (2012)
- La La Land – serie TV, episodio 1x02-1x04 (2012)
- Non si gioca con morte (Finders Keepers), regia di Alexander Yellen – film TV (2014)
- NCIS - Unità anticrimine (NCIS) – serie TV, episodi 10x21-11x02-13x24 (2013-2016)
- Un principe per l'estate (My Summer Prince), regia di Peter Sullivan – film TV (2016)
- Internity – serie TV, episodio 1x01 (2016)
- Scandal – serie TV, episodio 6x13 (2017)
- Ricomincio da San Valentino (Valentine's Again), regia di Steven R. Monroe – film TV (2017)
- La mia favola di Natale (My Christmas Prince), regia di Sam Irvin – film TV (2017)
- Riley Parra – serie TV, episodi 1x02-2x02-2x06 (2018)
- L'ultimo Sharknado - Era ora! (The Last Sharknado: It's About Time), regia di Anthony C. Ferrante – film TV (2018)
- Titans – serie TV, episodio 1x09 (2018)
- The Orville – serie TV, episodio 2x12 (2019)
- Star Trek: Picard – serie TV, 7 episodi (2020-2023) - Deanna Troi

### Doppiatrice

#### Cinema
- Gargoyles the Movie: The Heroes Awaken, regia di Saburo Hashimoto, Takamitsu Kawamura e Kazuo Terada (1995) - Dèmona

#### Televisione
- Gargoyles - Il risveglio degli eroi (Gargoyles) – serie animata, 24 episodi (1994-1996) - Dèmona
- Gargoyles: The Goliath Chronic - serie animata, episodio 1x09 (1996) - Dèmona
- Duckman: Private Dick/Family Man - serie animata, episodio 4x27 (1997)
- I Griffin (Family Guy) - serie animata, episodi 4x11-7x11 (2005-2009) - Deanna Troi, Marina Sirtis
- The Cleveland Show - serie animata, episodio 1x06 (2009)
- Bee e PuppyCat - serie animata, episodio 1x00 (2013)
- Adventure Time - serie animata, episodio 5x41 (2013)
- Star Trek Continues – serie TV, 5 episodi (2013-2017) - Voce del computer
- We Are Bears - serie animata, episodio 3x29 (2017)
- Star Trek: Lower Decks – serie animata, episodio 1x10 (2020) - Deanna Troi

#### Videogiochi
- Star Trek: The Next Generation - A Final Unity (1995) - Deanna Troi
- Generations, regia di Simon Ffinch, Guymond Louie e Rick Rasay (1997) - Deanna Troi
- Mass Effect, regia di Casey Hudson (2007)
- Family Guy: The Quest for Stuff (2014) - Deanna Troi
- Elite: Dangerous (2014)
- XCOM 2: War of the Chosen, regia di Jacob Solomon e Chad Rocco (2017)

## Riconoscimenti (parziale)
- Bare Bones International Film & Music Festival
  - 2019 - Miglior cast in un cortometraggio per The Assassin's Apprentice (condiviso con altri)
- Behind the Voice Actors Award
  - 2018 - Candidatura al miglior cast vocale in una nuova serie televisiva per OK K.O.! Let's Be Heroes (condiviso con altri)
- East Europe International Film Festival
  - 2020 - Miglior attrice non protagonista in un cortometraggio per The Assassin's Apprentice
- ShockerFest
  - 2004 - Miglior attrice per Spectres
- Southern Shorts Awards
  - 2020 - Individual Achievement in Acting per The Assassin's Apprentice
- White Deer International Film Festival
  - 2021 - Miglior cast per The Bezonians (condiviso con altri)

## Doppiatrici italiane
Nelle versioni in italiano delle opere in cui ha recitato, Marina Sirtis è stata doppiata da:
- Anna Rita Pasanisi in Star Trek: The Next Generation, Star Trek: Primo contatto, Star Trek: La nemesi, Star Trek - Enterprise, The Closer, Star Trek: Picard
- Isabella Pasanisi in Star Trek: L'insurrezione, Senza traccia, NCIS - Unità anticrimine
- Elena Bianca in Crash - Contatto fisico
- Antonella Giannini in The Closer
- Antonella Alessandro in Grey's Anatomy
- Flavia Fantozzi in Scandal
- Graziella Polesinanti in Make it or break it
- Ida Sansone in Star Trek: Generazioni
- Laura Boccanera in Paradise Lost
- Irene Di Valmo in Titans

Da doppiatrice è sostituita da:
- Anna Rita Pasanisi ne I Griffin, Star Trek: Lower Decks
- Emanuela Rossi in Gargoyles - Il risveglio degli eroi